# Корнильев, Сергей Михайлович
Сергей Михайлович Корнильев (1869 — не раньше 1916) — земский врач, депутат Государственной думы I созыва от Вятской губернии

## Биография
Русский, православный, из мещан. Окончил медицинский факультет Казанского университета.
- В 1894—1906 служил земским врачом в селе Сосновка Сарапульского уезда Вятской губернии.
- Председатель Сельскохозяйственного общества и местного отделения Всероссийского Крестьянского союза.
- Председатель Вятского отделения Всероссийского союза учителей. 13 февраля 1906 арестован, освобожден 14 апреля 1906, в первый день выборов в Государственную Думу.

16 апреля 1906 избран в Государственной думы I созыва от общего состава выборщиков Вятского губернского избирательного собрания. В апреле 1906 г. политическая позиция описана как «левее кадетов». Входил в состав Трудовой группы. 30 апреля на 3-м заседании от членов Трудовой группы Корнильева и Чурюкова поступило предложение к председателю Думы обратиться непосредственно к Государю и выразить ему «непреклонную волю народных представителей или, что то же, волю всего народа», чтобы политические заключенные были освобождены. Неотложность обращения отклонена голосованием, вопрос оставлен до обсуждения политической амнистии.
Корнильев — член комиссии по исследованию незакономерных действий должностных лиц и бюджетной комиссии. Подписал законопроект «33-х» по аграрному вопросу и заявление об образовании местных аграрных комитетов. Внёс предложение о выражении императору Николаю II через представителей Государственной Думы её воли о политической амнистии и об отмене смертной казни. Весной 1906 года редактор-издатель еженедельной общественно-политической и литературной газеты «Народный вестник», органа партии эсеров, вышло 7 номеров, с 4 (17) мая 1906 издание прекратилось. По мнению исследователей депутат Корнильев, защищенный думским иммунитетом, был фиктивным редактором, действительным являлся лидер партии эсеров В. Н. Чернов. Очевидно, С. М. Корнильев был членом партии эсеров, сроки его членства в ней неизвестны. В некоторых источниках советского периода его называют также членом РСДРП.
10 июля 1906 года в г. Выборге подписал «Выборгское воззвание».
В июле — октябре 1906 член революционного комитета Трудовой группы. В том же году привлечен к уголовной ответственности как член Всероссийского Крестьянского союза, в 1909 освобожден. Срок за «Выборгское воззвание», по-видимому, поглощён сроком за членство в Всероссийском Крестьянском союзе.
Зимой 1908 года доктор Корнильев был задержан по делу о подготовке масштабного "экса" — ограбления кассы Императорских театров, однако привлеченные к суду заговорщики отрицали его участие и Корнильев вместе с семью другими обвиняемыми по этому делу осуждён не был.
Дальнейшая судьба неизвестна.
В советский период получал персональную пенсию.